# Evenkien
Evenkien är ett rajon med särskild status i Krasnojarsk kraj i Ryssland. Tidigare var det ett autonomt okrug (distrikt) inom Krasnojarsk kraj. Tillsammans med Tajmyrien uppgick Evenkien i krajet den 4 december 2006, efter att en folkomröstning hållits i frågan den 14 april 2005, och blev en enhet med särskild status. Det har en yta på 767 600 km² och en befolkning på 16 705 invånare (1 januari 2008). Huvudort är Tura. 